# おなかがグーは、しあわせのグー。
『おなかがグーは、しあわせのグー。』は、九州・沖縄地方のJRN系列局で平日の朝に放送されているロート製薬の胃腸薬ブランド『パンシロン』名義による一社提供のラジオ番組。
本項目では、中部地方のJRN系列局で放送されていた同一タイトルの番組についても記載する（九州・沖縄版と同様、平日朝の『パンシロン』名義による一社提供番組だが、放送内容は異なる）。

## 九州・沖縄版

### 概要
2023年9月29日まで放送されていた「歌のない歌謡曲」の後継企画ネット番組。従来通り、音楽を交えつつ、リスナーから寄せられた朝ごはんにまつわるエピソードを参加7局ごとに募集するコーナーや、九州・沖縄の郷土料理、食と健康など、日替わりのコラムコーナーで展開する。

### 放送局・出演者
一部の放送局の出演者を除いて歌のない歌謡曲より続投（☆印で表示）。原則事前収録で放送されるが、南日本放送（鹿児島）のみ水曜-金曜分に限り生放送を実施する。ただし、月曜-火曜および諸事情で代理出演者を立てる場合は他局同様、事前収録となる。太字で示された出演者は当該局にて現職でアナウンサー職に就いている者を指す。
| 放送対象地域   | 放送局名                       | 放送時間    | 出演者      | 備考                         |
| -------------- | ------------------------------ | ----------- | ----------- | ---------------------------- |
| 福岡県         | RKB毎日放送 （RKB)             | 6:45 - 7:00 | ☆田中みずき | 「田畑竜介 Grooooow Up」内包 |
| 長崎県・佐賀県 | 長崎放送 （NBC） NBCラジオ佐賀 | 7:35 - 7:50 | ☆豊崎なつき | 「早版 あさかラ」内包        |
| 熊本県         | 熊本放送 （RKK）               | 6:45 - 7:00 | ☆又野千紘   |                              |
| 大分県         | 大分放送 （OBS）               | 6:45 - 7:00 | ☆平山沙絵   |                              |
| 宮崎県         | 宮崎放送 （MRT）               | 7:45 - 8:00 | ☆古屋敷沙耶 |                              |
| 鹿児島県       | 南日本放送 （MBC）             | 6:45 - 7:00 | 田神沙羅    | 「モーニングスマイル」内包   |
| 沖縄県         | 琉球放送 （RBCiラジオ）        | 6:45 - 7:00 | 菊地志乃    |                              |

## 中部版

### 概要
2024年5月6日-12月31日放送。中部版は、月-木曜日は番組ジングルに続いて、各局番組パーソナリティがその週の担当放送局、出演者、テーマの郷土料理、食と健康などの紹介をした後、担当放送局制作の同一内容の放送が流れ、その後再び各局パーソナリティが話題に触れる流れとなっている。金曜は企画ネットで、各局それぞれ個別に「朝ごはん」に関するリスナーからのメッセージをパーソナリティが紹介する。毎週、各県から「中部地方のおいしいもの」のリスナープレゼントがある。九州・沖縄版の出演者が女性1人のみなのに対して、中部地方版は男女もしくは女性2人の地域もある。

### 放送局・出演者
| 放送対象地域 | 放送局名           | 放送時間      | 出演者                                       | 備考                              |
| ------------ | ------------------ | ------------- | -------------------------------------------- | --------------------------------- |
| 中京広域圏   | CBCラジオ （CBC）  | 6:51 - 6:56頃 | 加藤由香 古川枝里子 柳沢彩美 沢朋宏 宮部和裕 | 「CBCラジオ ＃プラス!」内包       |
| 静岡県       | 静岡放送 （SBS）   | 7:45 - 7:50頃 | 松下晴輝 影島亜美 近江由佳                   | 「IPPO」内包                      |
| 新潟県       | 新潟放送 （BSN）   | 7:20 - 7:25頃 | 行貝寧々                                     | 「石塚かおりのBrand new day」内包 |
| 長野県       | 信越放送 （SBC）   | 6:53 - 6:58頃 | 丸山隆之                                     | 「丸山隆之のあさまる」内包        |
| 山梨県       | 山梨放送 （YBS）   | 7:31 - 7:36頃 | 和泉義治 服部廉太郎 深田幹規 村上幸政        | 「ラララ♪モーニング」内包         |
| 富山県       | 北日本放送 （KNB） | 8:15 - 8:20頃 | 柳川明子                                     | 「KNBモーニングすくらんぶる」内包 |
| 石川県       | 北陸放送 （MRO）   | 8:40 - 8:45頃 | 近藤千優 石川映夏                            | 「あさ＊ダッシュ！」内包          |
| 福井県       | 福井放送 （FBC）   | 8:35 - 8:40頃 | 揚原妃織                                     | 「ラジ+ (TAS)」内包               |

太字で示された出演者は当該局にて現職でアナウンサー職に就いている者を指す。